# 332 км (зупинний пункт, Запорізька дирекція Придніпровської залізниці)
332 кіломе́тр — пасажирський зупинний пункт Запорізької дирекції Придніпровської залізниці на неелектрифікованій лінії Пологи — Комиш-Зоря між зупинним пунктом Платформа 326 км (6 км) та станцією Комиш-Зоря (5 км). Розташований в селі Дубове Пологівського району Запорізької області.

## Пасажирське сполучення
До російського вторгнення в Україну через зупинний пункт 332 км курсували щоденно дві пари на день приміських поїздів.
| Рух приміських поїздів (до 24 лютого 2022 року) |                     |                          |
| №                                               | Маршрут сполучення  | Періодичність курсування |
| 6855                                            | Комиш-Зоря — Пологи | Щоденно                  |
| 6856                                            | Пологи — Комиш-Зоря | Щоденно                  |
| 6857                                            | Комиш-Зоря — Пологи | Щоденно                  |
| 6860                                            | Пологи — Комиш-Зоря | Щоденно                  |